# État de Rewa
Pour les articles homonymes, voir Rewa.

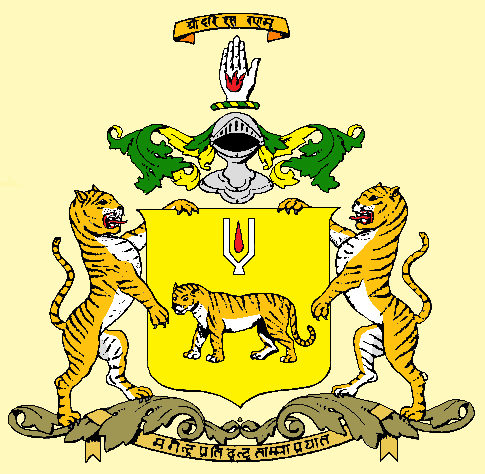
Blason de Rewa

Rewâ est un État princier des Indes, dirigé par des souverains qui portèrent le titre de radjah puis de maharadjah. Cette principauté subsiste jusqu'en 1950 puis est intégrée dans les États du Vindhya-Pradesh puis du Madhya-Pradesh.

## Radjahs et maharadjahs
Liste des radjahs puis maharadjahs de Rewâ de 1755 à 1950 :
- 1755-1809 Ajit Singh (+1809)
- 1809-1834 Jai Singh (1764-1834)
- 1835-1854 Vishvanath Singh (1789-1854)
- 1854-1880 Raghuraj Singh (1823-1880)
- 1880-1918 Venkataraman Singh (1876-1918)
- 1918-1946 Gulab Singh (1903-1950), abdiqua
- 1946-1950 Martand Singh (en) (1923-1995)